# Riebeek East
Riebeek East (Afrikaans: Riebeek-Oos) est un village d'Afrique du Sud situé dans la province du Cap-Oriental et géré par la municipalité locale de Makana dans le district de Sarah Baartman.

## Localisation
Riebeek East est situé dans une région vallonnée, sur la route R400 à 42 km à l'ouest de Grahamstown.

## Démographie

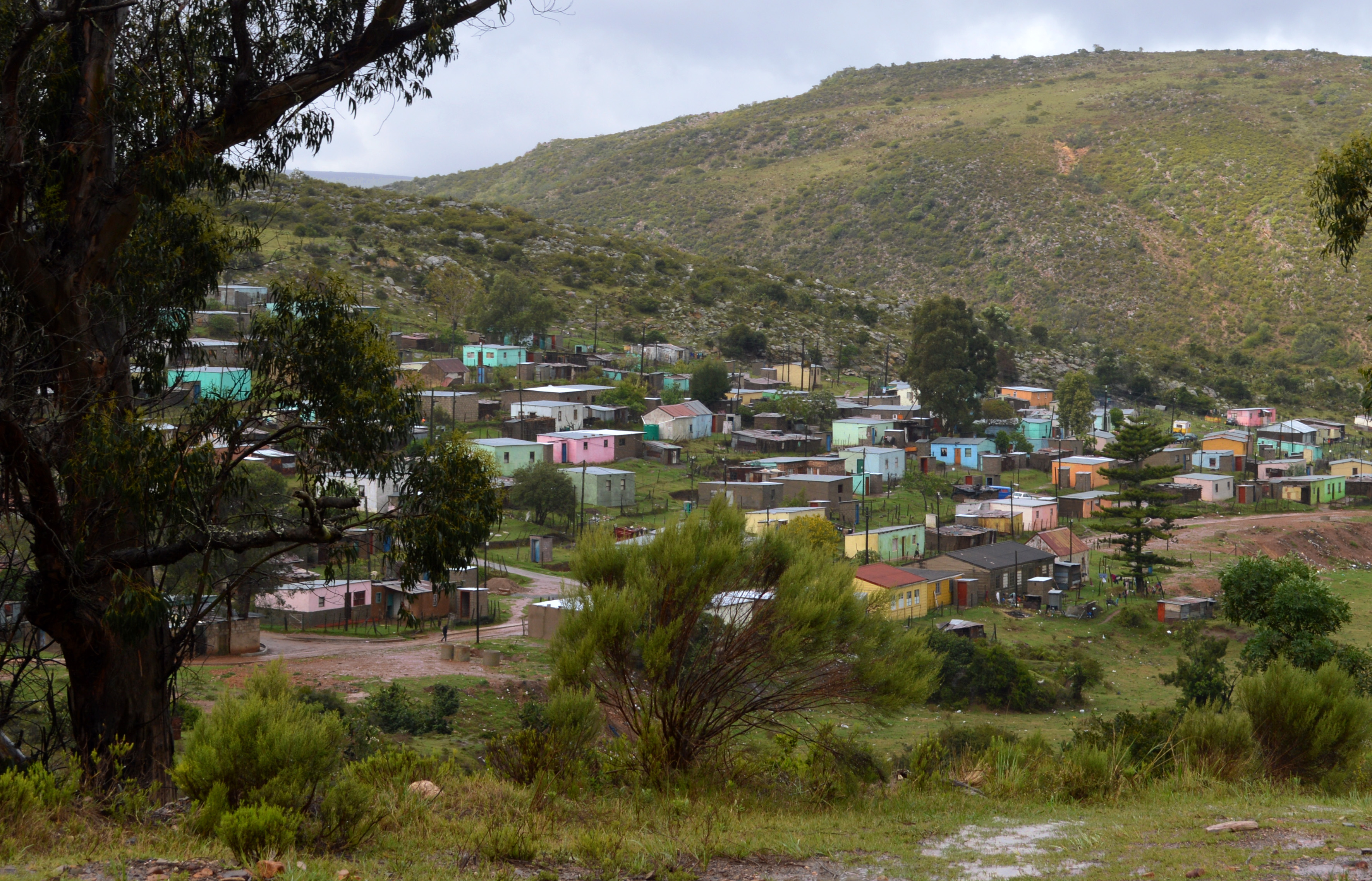
Township de Riebeeck East.

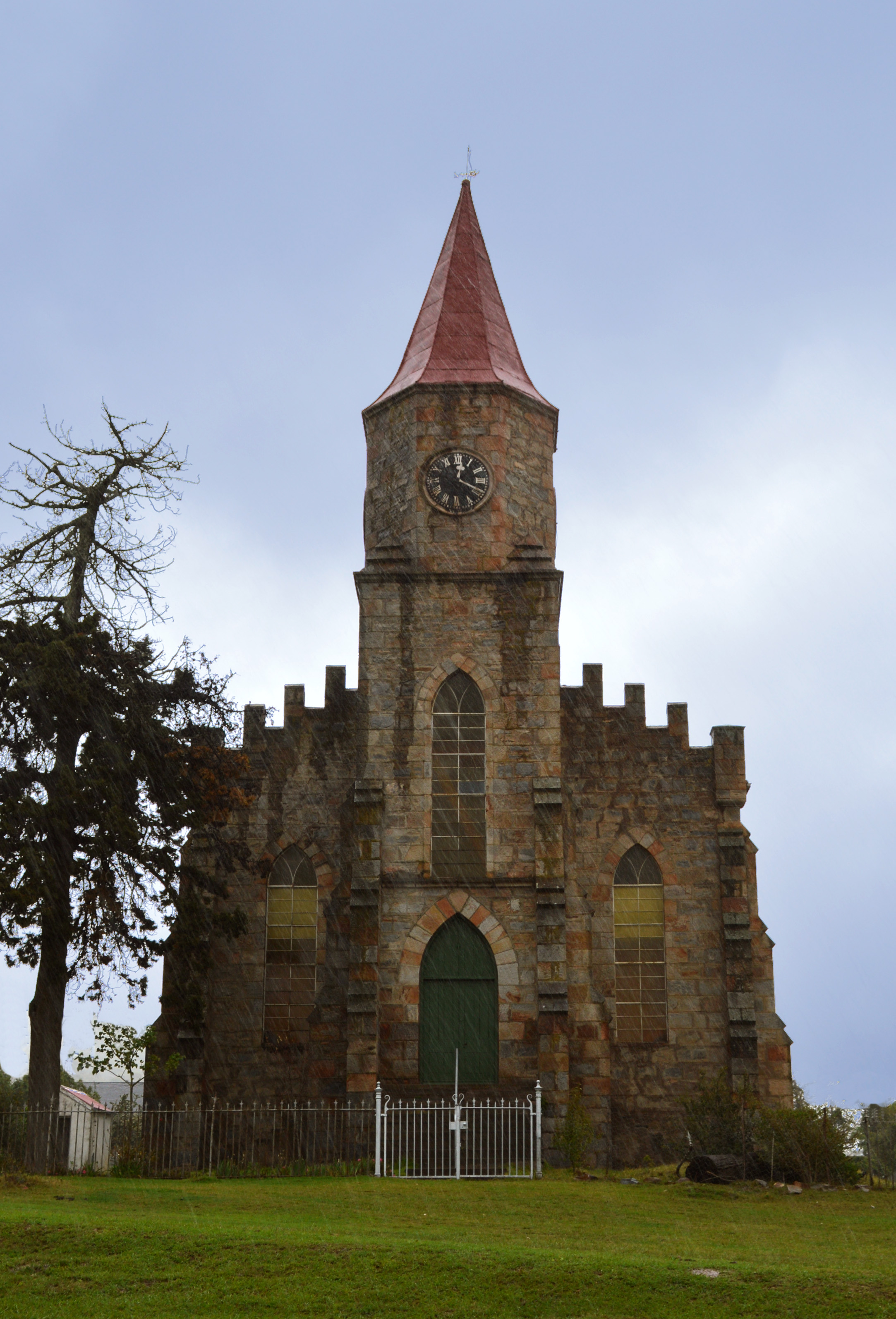
Église réformée hollandaise de Riebeeck East

Selon le recensement de 2011, Riebeek East compte 753 habitants (65,87% de Noirs, 26,56% de Coloured  et 7,30% de Blancs). 
L'isiXhosa est la langue maternelle majoritairement utilisée par la population locale (63,75%) devant l'afrikaans  (32,27%).

## Quartiers
Riebeek East se divise en 2 zones : un grand secteur, essentiellement rural, peu peuplé comprenant le village centre (moins de 70 habitants habitants, majoritairement blancs) et un township excentré du village, Kwanomzamo, où réside la majorité de la population (essentiellement noire et coloured). 

## Historique
Les origines du village de Riebeeck Est sont liées à l'Église réformée hollandaise. 
Dans les années 1820, les Boers vivant à l'est de la colonie du Cap devaient se rendre à Graaf-Reinet ou à Uitenhage pour assister aux services religieux. En 1826, Piet Retief et plusieurs fermiers de langue afrikaans du district d'Albany présentèrent une pétition aux autorités du Cap et à l'Église pour disposer d'une paroisse proche et pour ne plus avoir à continuer à se rendre à Uitenhage, situé à plus de 100 km. Il leur fut répondu que l'église anglicane de Grahamstown pouvait être utilisée par la congrégation hollandaise. En 1830, une autre pétition demandant la nomination de diacres locaux fut néanmoins acceptée et un premier prédicateur nommé. Une première réunion paroissiale eut lieu sur en mai 1831 à la ferme de Driefontein. 
En 1836, Piet Retief revend sa ferme de Mooimeisjesfontein (fontaine aux jolies filles) pour participer au grand Trek. Ses 1574 hectares sont alors rachetés par Dirk Willem Van Rooyen qui en vend par la suite 1275 hectares à l'Église réformée hollandaise pour y bâtir sa paroisse. Pour payer la transaction, les terres de Mooimeisjesfontein sont divisées en lots fonciers qui sont revendus à des particuliers. En 1841, l'église est construite autour de laquelle se constitue le village de Riebeek (1842), nommé Riebeek en l'honneur de Jan van Riebeeck, puis appelé Riebeek East en 1881 pour être distingué de Riebeek West.

## Industrie et tourisme
Riebeek East est principalement une zone d'élevage. Le village est situé à proximité de la Shamwari Game Reserve et du parc national des Éléphants d'Addo.
La maison de la ferme de Piet Retief est située à l'est du village et a été déclarée site du patrimoine national.